# Taiwanbarbett
Taiwanbarbett (Psilopogon nuchalis) är en fågel i familjen asiatiska barbetter inom ordningen hackspettartade fåglar.

## Utseende och läte
Taiwanbarbetten är en lysande grön barbett. På huvudet är den färgglatt tecknad i rött, blått och gult. Bland lätena hörs grodlika kväkande eller ihåliga bubblande toner.

## Utbredning och systematik
Fågeln återfinns enbart på Taiwan. Tidigare betraktades den vara en underart till svartbrynad barbett (P. oorti).

### Släktestillhörighet
Arten placerades tidigare liksom de allra flesta asiatiska barbetter i släktet Megalaima, men DNA-studier visar att eldtofsbarbetten (Psilopogon pyrolophus) är en del av Megalaima. Eftersom Psilopogon har prioritet före Megalaima, det vill säga namngavs före, inkluderas numera det senare släktet i det förra.

## Levnadssätt
Taiwanbarbetten hittas i skogar, parker och trädgårdar från låglänta områden upp i bergstrakter. För att vara en barbett är den ovanligt framträdande och sätter sig gärna i trädtoppar. Ibland kan den ses forma flockar.

## Status
Taiwanbarbetten har ett litet utbredningsområde. Beståndsutvecklingen är oklar. IUCN kategoriserar arten som livskraftig.

## Bilder

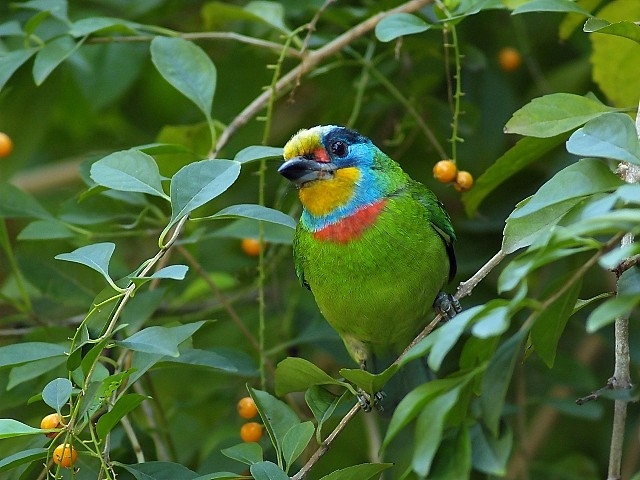
Adult
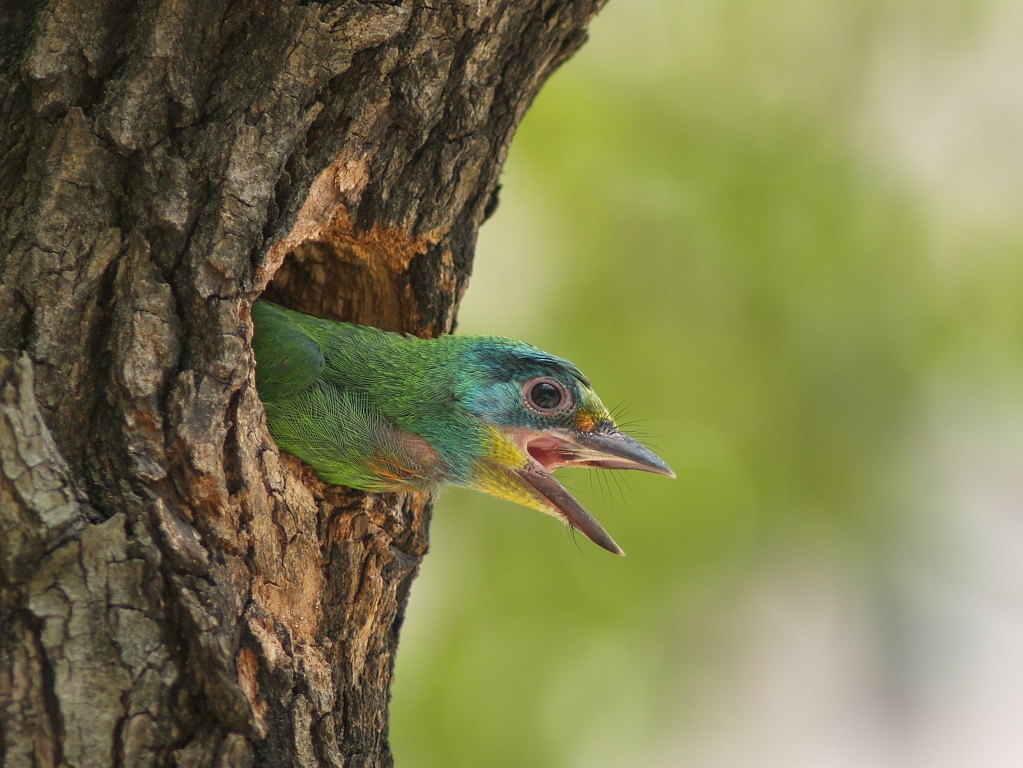
Juvenil som tigger mat.